# Gregal
El viento de componente NE se llama gregal.
En España se considera uno de los vientos característicos del archipiélago de las Islas Baleares, donde sopla frío y seco a causa de que viene del continente. 
Cuando hay borrasca sobre Argelia, este viento trae fuerte oleaje y mar de fondo, con acusado recorrido. Su nombre, gregal, viene de los antiguos navegantes a vela valencianos, catalanes y aragoneses que lo utilizaban en sus viajes a Grecia.